# Bridge of Don (Brücke)
Die Bridge of Don ist eine Straßenbrücke in der schottischen Council Area Aberdeen. 1967 wurde das Bauwerk in die schottischen Denkmallisten in der Kategorie B aufgenommen. Die Bogenbrücke führt die A956 über den Don und verbindet dabei Aberdeen im Süden mit dem Vorort Bridge of Don am Nordufer des Don.
Der Entwurf der lokalen Architekten John Smith und John Gibb wurde nach Modifikationen von Thomas Telford umgesetzt und der Bau 1827 abgeschlossen. Im Folgejahr sanken die Fundamente der Pfeiler ein und wurden durch John und Alexander Gibb verstärkt. Die Gesamtkosten für Brückenbau und Nachbesserung beliefen sich auf 17.000 £. Die ursprünglich zweispurige Brücke wies eine Breite von 7,3 m auf. Zwischen 1956 und 1959 wurde parallel eine zweite Brücke identischen Aussehens errichtet, sodass ein insgesamt 20,1 m breites Bauwerk mit vierspuriger Streckenführung entstand.

## Beschreibung
Der Mauerwerksviadukt überspannt den Don mit fünf gleichmäßigen Segmentbögen mit einer lichten Weite von 22,9 m und einer Pfeilhöhe von 7,6 m. Die Bridge of Don ist mit Eisbrechern ausgestattet und das Mauerwerk teilweise als Bossenwerk gearbeitet.